# Sülzetal
Sülzetal é um município da Alemanha, situado no distrito de Börde, no estado de Saxônia-Anhalt. Tem 103,64 km² de área, e sua população em 2019 foi estimada em 8.851 habitantes.